# Flygsystem 2020
Flygsystem 2020 ("Letalski sistem 2020", ali pa samo FS 2020) je švedski projekt novega radarsko nevidnega "stealth lovca, ki naj bi ga razvili do leta 2020. O projektu ni znano veliko in tudi ni uradnih izjav. Švedska jetudi pred kraktkim zmanjšala obrambni proračun, kar bi lahko vplivalo na projekt. Na YouTube naj bi bil video manjšega prototipa.Lars Helmrich je pozval Riksdag naj razvije nov lovec ali pa vsaj nadgradi lovca Saab JAS 39 Gripen v verzijo NG - trenutne verzije naj bi bile do leta 2020 zastarele.